# Lista över nya svenska tätorter 2005
Detta är en lista över nya svenska tätorter 2005.

## Lista
| Tätort                              | Kommun                |
| ----------------------------------- | --------------------- |
| Abbelås                             | Kungsbacka kommun     |
| Bammarboda                          | Österåkers kommun     |
| Björnömalmen och Klacknäset         | Värmdö kommun         |
| Borsökna                            | Eskilstuna kommun     |
| Bärby                               | Uppsala kommun        |
| Djulö kvarn                         | Katrineholms kommun   |
| Ekhagen                             | Upplands Väsby kommun |
| Ensjön                              | Norrköpings kommun    |
| Gimmersta                           | Tyresö kommun         |
| Gladö kvarn                         | Huddinge kommun       |
| Gällstaö                            | Ekerö kommun          |
| Hemavan                             | Storumans kommun      |
| Häggeby och Vreta                   | Håbo kommun           |
| Höja                                | Ängelholms kommun     |
| Karups sommarby                     | Sjöbo kommun          |
| Krägga                              | Håbo kommun           |
| Landfjärden                         | Nynäshamns kommun     |
| Lugnet och Skälsmara                | Värmdö kommun         |
| Löftaskog                           | Varbergs kommun       |
| Mariedal                            | Upplands-Bro kommun   |
| Norrlandet                          | Gävle kommun          |
| Sjöbo sommarby och Svansjö sommarby | Sjöbo kommun          |
| Skavkulla och Skillingenäs          | Karlskrona kommun     |
| Skölsta                             | Uppsala kommun        |
| Solsidan                            | Ekerö kommun          |
| Stensund och Krymla                 | Trosa kommun          |
| Strömma                             | Värmdö kommun         |
| Sundbyholm                          | Eskilstuna kommun     |
| Sälgsjön                            | Gävle kommun          |
| Timmervik                           | Stenungsunds kommun   |
| Tjautjas                            | Gällivare kommun      |
| Torshälla huvud                     | Eskilstuna kommun     |
| Trulsegården                        | Göteborgs kommun      |
| Tuna                                | Södertälje kommun     |
| Tureholm                            | Ekerö kommun          |
| Utby                                | Uddevalla kommun      |
| Valjeviken                          | Sölvesborgs kommun    |
| Viksäter                            | Södertälje kommun     |
| Västra Klagstorp                    | Malmö kommun          |
| Återvall                            | Värmdö kommun         |
| Örtagården                          | Västerås kommun       |